# Макарова, Юлия Сергеевна
Юлия Сергеевна Макарова (24 ноября 1981, Лабытнанги, Ямало-Ненецкий автономный округ) — российская биатлонистка, Чемпионка и призёр чемпионата Европы, победительница и призёр всемирной зимней Универсиады, двукратная чемпионка и призёр чемпионата России, участница Кубка мира, чемпионка мира и трёхкратная чемпионка Европы среди юниоров. Мастер спорта России международного класса (2002).

## Биография

### Юниорская карьера
В детстве занималась лыжными гонками у тренера Хамита Файзрахмановича Ахатова. В 1998 году стала абсолютной победительницей юношеских зимних Арктических игр в Канаде, выиграв все соревнования по лыжным гонкам.
Одновременно, в 1996 году начала заниматься биатлоном, тренировалась у С. С. Шестова, а с 1999 года после переезда в Тюмень — у Леонида Александровича Гурьева. В 1999 году стала двукратной чемпионкой Европейских юношеских Олимпийских игр.
Впервые приняла участие в чемпионате мира среди юниоров в 2000 году в Хохфильцене, где стала двукратным серебряным призёром — в эстафете и спринте, также была четвёртой в гонке преследования и седьмой — в индивидуальной гонке. На юниорском чемпионате мира 2001 года в Ханты-Мансийске одержала победу в эстафете в составе сборной России, а также стала бронзовым призёром в индивидуальной гонке и спринте, заняла пятое место в гонке преследования.
На чемпионате Европы среди юниоров 2000 года в Закопане одержала победу в эстафете, в личных видах была шестой в индивидуальной гонке, восьмой — в спринте и пятой — в гонке преследования. На следующем чемпионате, в 2001 году в От-Морьенне, выиграла два золота, в эстафете и гонке преследования, стала серебряным призёром в спринте и шестой — в индивидуальной гонке.

#### Статистика выступлений на чемпионатах мира среди юниоров
| Год  | Место Проведения       | Инд | Спр | Пр | Эст |
| 2000 | Хохфильцен, Австрия    | 7   | 2   | 4  | 2   |
| 2001 | Ханты-Мансийск, Россия | 3   | 3   | 5  | 1   |

#### Статистика выступлений на чемпионатах Европы среди юниоров
| Год  | Место Проведения    | Инд | Спр | Пр | Эст |
| 2000 | Закопане, Польша    | 6   | 8   | 5  | 1   |
| 2001 | От-Морьенн, Франция | 6   | 2   | 1  | 1   |

### Взрослая карьера
Дебютировала на Кубке мира в сезоне 2001/02 на этапе в Антерсельве, заняв 57-е место в индивидуальной гонке.
Принимала участие в чемпионате Европы 2002 года в Контиолахти, где стала серебряным призёром в эстафете, а в личных видах лучшим результатом стало шестое место в индивидуальной гонке. На следующем чемпионате Европы, в 2003 году в Форни-Авольтри, стала чемпионкой в эстафете вместе с Еленой Хрусталёвой, Анной Богалий-Титовец и Ириной Мальгиной, также на этом турнире была восьмой в индивидуальной гонке. В 2004 году принимала участие в единственном виде программы чемпионата Европы в Минске, заняла 23-е место в индивидуальной гонке.
В 2003 году победила в эстафете и стала серебряным призёром в гонке преследования на всемирной зимней Универсиаде.
В сезоне 2003/04 набрала свои первые очки в зачёт Кубка мира, заняв 16-е место в гонке преследования в Хохфильцене, однако после одного проведённого этапа была отправлена на Кубок Европы.
Сезон 2004/05 начала на Кубке Европы, в котором стала двукратной победительницей этапов — в гонке преследования в Гейло и в спринте в Обертиллиахе, пять раз была серебряным призёром этапов. К середине сезона лидировала в общем зачёте Кубка Европы, по итогам сезона была третьей. Была приглашена в состав первой сборной России на этап Кубка мира в Оберхофе и стала второй в эстафете, это было единственным попаданием спортсменки на подиум Кубка мира. В этом же сезоне показала свой лучший результат в личных видах на Кубке мира — шестое место в индивидуальной гонке на этапе в Антерсельве. Приняла участие в чемпионате мира 2005 года в Хохфильцене, стартовала только в индивидуальной гонке, где была 30-й.
В сезоне 2005/06 одержала ещё две личных победы на этапах Кубка Европы и трижды была серебряным призёром, также стала победительницей этапа в эстафете. В Кубке мира приняла участие в нескольких гонках, но в очки не попадала.
На российском уровне становилась двукратной чемпионкой страны, в 2004 году в гонке патрулей и в 2005 году в гонке преследования. Также неоднократно выигрывала серебро (в 2004 году в индивидуальной гонке и эстафете) и бронзу (в 2005 году в спринте), становилась призёром чемпионата России по летнему биатлону.
По окончании сезона 2005/06 завершила спортивную карьеру.

#### Результаты в общем зачёте Кубка мира
- 2001/02 — очков не набирала
- 2002/03 — очков не набирала
- 2003/04 — 55-е место (15 очков)
- 2004/05 — 35-е место (127 очков)
- 2005/06 — очков не набирала

## Личная жизнь
Окончила Тюменский государственный университет, факультет физкультуры и спорта (2006).
Муж Павел — в прошлом тоже биатлонист, двое дочерей. Вместе с мужем является одним из организаторов соревнований по триатлону «Титан».